# Maria Eisner
Maria Eisner Lehfeldt (Milano, 8 febbraio 1909 – New York, 8 marzo 1991) è stata una fotografa statunitense.

## Biografia
Maria Eisner (nata Marie-Jeanne Eisner) era la figlia di Emma (nata Lederer) e Alfred Eisner, un commerciante. I suoi genitori ebrei erano emigrati negli Stati Uniti nel 1886, furono naturalizzati nel 1891, vissero in Nebraska, poi brevemente a Milano nel 1896 dove Maria nacque nel 1909.
Eisner ha studiato in Germania e ha lavorato per la stampa illustrata dall'età di vent'anni, è stata formata da Simon Guttmann, capo dell'agenzia berlinese di grande successo Dephot (Deutsche Photo Dienst), e le sue immagini hanno attirato clienti tra cui l'editore berlinese Martin Hürlimann .
A partire dagli anni '20, i fotografi tedeschi, ma anche ungheresi, si rifugiarono a Parigi, contemporaneamente alla comparsa di riviste fotografiche a grande tiratura. Il gruppo tedesco Ullstein, in particolare, impiegava fotoreporter che, in fuga dal nazismo, portarono in Francia la loro esperienza in questo campo. Charles Rado, fondatore di Rapho (1932), ed Eisner, fondatrice dell'agenzia Alliance Photo, provenivano entrambi da Ullstein, così come Stefan Lorant, con sede in Inghilterra. Agli inizi della seconda guerra mondiale Eisner si trasferì negli Stati Uniti.
È stata una delle fondatrici di Magnum Photos.